# Apteropanorpa tasmanica
Apteropanorpa tasmanica is een schorpioenvlieg uit de familie van de Apteropanorpidae. De wetenschappelijke naam van de soort is voor het eerst geldig gepubliceerd door Carpenter in 1941.
De soort komt voor in Tasmanië.